# Union d'assemblées protestantes en mission
L'Union d’assemblées protestantes en mission (UAPM) est une association chrétienne évangélique d'églises charismatiques. L'UAPM a son siège à Saint-Dié dans les Vosges. Son président est le pasteur Serge Herrbrech.

## Histoire
Cette union d’églises a été créée en 1990 par Vincent Esterman, un français domicilié jusqu'en 1986 à Sydney, en Australie, où il était membre d'une église « Christian Life Center ». Ordonné pasteur évangélique dès 1977, et passionné par l'histoire et les religions - qu'il a d'ailleurs étudiées dans sa jeunesse, il fonde lors de sa venue en France une église proche, dans sa structure et ses buts, du Christian Life Center.
En 1988 naît le premier centre de Vie chrétienne, à Évry, dans l'Essonne, enregistrée sous la forme d'une association culturelle régie par la loi de 1901. Bientôt, au début des années 90, les « centres Vie chrétienne » se multiplient, notamment grâce aux efforts du pasteur Vincent Esterman.
L’association, initialement créée dans le but d’envisager l’implantation d’églises contemporaines, est devenue une fédération regroupant des églises qui commençaient à croître et qui souhaitaient une identité commune.
L'union est devenue membre de la Fédération protestante de France en 2006.
Depuis plusieurs années, l'UAPM partage des liens spirituels, ministériels et d'entraide avec une autre union d'églises, Réhoboth, surtout présente au Congo-Brazzaville, dirigée par le pasteur Germain Ndéké, et dont l'église-mère est située à Brazzaville.
L'UAPM compte 24 églises en France .

## Croyances
L'association a une confession de foi charismatique .

## Controverses
L'union a été listé sous son ancien nom (Vie chrétienne en France) dans le rapport n°2468 de décembre 1995 établi par la Commission parlementaire sur les sectes en France, et a figuré parmi les groupes ayant entre 500 et 2 000 adeptes. Son type dominant étant « évangélique », et son type associé « guérisseur ». La liste de sectes de ce rapport a toutefois, été officiellement déclarée obsolète et a été abandonnée.
En 2005, la MIVILUDES a considéré ce rapport comme étant obsolète en raison de ses nombreuses erreurs et imprécisions .